# مونتالدو بورميدا
مونتالدو بورميدا (بالإيطالية: Montaldo Bormida)‏ هي بلدية في مقاطعة ألساندريا في إقليم بييمونتي في إيطاليا.

## السكان
في سنة 1861 بلغ عدد السكان 1٬225 نسمة، وتطور العدد ليصل في سنة 2011 لـ 708 نسمة.
يظهر هذا المخطط البياني تطور النمو السكاني لـ مونتالدو بورميدا